# Veillonella
Veillonella è un genere di batterio Gram negativo anaerobio appartenente alla famiglia delle Acidaminococcaceae. È asporigeno, immobile, di forma diplococcoide.
La Veillonella è un batterio commensale dell'apparato respiratorio e  digerente. Può causare delle infezioni nel cavo orale, nell'apparato respiratorio e genitale.